# Capitanopsis angustifolia
Capitanopsis angustifolia là một loài thực vật có hoa trong họ Hoa môi. Loài này được (Moldenke) Capuron mô tả khoa học đầu tiên năm 1972.